# Vagrant Depot
Le Vagrant Depot est une ancienne prison pour vagabonds située dans la commune de Port-Louis, à Maurice. La prison est ouverte entre le 28 février 1864 et 1886 durant la colonisation de l’île Maurice par le Royaume-Uni,

## Histoire
Les vagabonds en questions étaient des travailleurs engagés arrêtés sans pouvoir justifier leur présence à tel endroit. Le dépôt central de la colonie qui a accueilli 60 000 prisonniers entre le 28 février 1864 et 1886.
Sur la route menant à Pointe aux Sables, au nord ouest de l’île, se trouve un camp de Cipayes. Il s’agit d’un ancien poste militaire. Y étaient casernés les Cipayes faits prisonniers dans l’Inde ou sur des bateaux anglais, du temps du gouverneur Decaen. Deux cents Cipayes participaient à la défense de l’Isle de France contre l’envahisseur anglais en novembre/décembre 1810. En 1864, le camp de Cipayes devient Vagrant Depot ou dépôt pour vagabonds. L’année suivante, l’établissement accueillit des jeunes criminels. Il accueillit, en 1866, 400 enfants coupables de divers délits. Les recherches entreprises montrent que la majorité des hommes étaient des hommes âgés de 15 à 60 ans. À la fermeture du dépôt, les prisonniers furent transférés à la prison de Port-Louis et de Beau-Bassin. Il a été classé monument national en 1958.
Sur la façade du Vagrant Depot, on peut y lire : A.D. 1866 – Vagrant Depot.

## Sources
- The vagrant depot of Grand River, its surroundings, and vagrancy in British Mauritius par Vijaya Teelock  (ISBN 9789990373158)